# Street Halo
Street Halo är en EP skapad av Burial som släpptes 2011 på skivbolaget Hyperdub.

## Låtlista
Alla låtar är komponerade av Burial.
| Nr           | Titel        | Längd |
| ------------ | ------------ | ----- |
| 1.           | Street Halo  | 6:44  |
| 2.           | NYC          | 7:36  |
| 3.           | Stolen Dog   | 6:21  |
| Total längd: | Total längd: | 20:47 |